# K-19：寡妇制造者
《K-19：寡妇制造者》（英語：K-19: The Widowmaker）是一部发行于2002年7月19日的美国電影，讲述了1961年在苏联K-19号潜艇上发生的一次核泄漏事故。电影由凯瑟琳·毕格罗导演，故事原著路易斯·诺瓦，改编克里斯托弗·凯尔。哈里森·福特和連恩·尼遜饰演正副船长。
影片的预算为一亿美元，其中主演哈里森·福特的片酬为2,500万美元。然而影片上映后，在美国的票房仅有3,500万美元，遭遇惨败。
影片主要在加拿大的多伦多和新斯科舍拍摄。片中的号潜艇由苏联号潜艇改装而成。

## 剧情
《K-19：寡妇制造者》改编自K-19于1961年的反应堆事故，背景时间为1961年美苏冷战白热化期间。亚里克西·沃斯特赖克奥（Alexei Vostrikov）接替原艦长米克黑尔·波伦尼（Mikhail Polenin），担任苏联海军的第一艘弹道核潜艇K-19的指挥官。在该潜艇试航之前已经有10人丧生，被称为“寡妇制造者”（The Widowmaker）。并且在启航仪式上砸向船头的圣瓶没有破碎似乎为这艘潜艇的处女航抹上了阴影。
在一連串魔鬼训练后，新艦长和艦员的矛盾也达到了顶点。一个核反应堆发生故障将故事推到了顶点，当时K-19号艇员可以向美军请求帮助，但是艦长否决了这一方案，经讨论决定用舰上储备的饮用淡水来冷却反应堆。在连续派出三个小组共六人在未着适合的防護衣物（当时只能找到生化防护衣而没有核防护衣，只能隐瞒参与人员）下进入高度核辐射的核反应堆，抢修设备后，险情得到了控制。然而不久险情再次发生，艦长和全体艦员决定下潜到深水中，而不至于由于潜艇的爆炸，导致战争的爆发。最后，核反应堆軍官战胜了恐惧，进入反应堆核心，再次将险情控制住。而苏联的另一艘潜艇也前来营救。
返回基地后，参与救险的8名水兵在数日内死亡。由于是一次事故，因此没有获得任何奖章。而艦长沃斯特赖克奥也遭到了指控，最终无罪释放，但是终生不能再担任海军艦长。影片以二十八年后老兵重聚一起，缅怀死者而结束。

## 演員
- 哈里森·福特（Harrison Ford）：亚里克西·沃斯特赖克奥（Alexis Vostrikov）艦長
- 連恩·尼遜（Liam Neeson）：米克黑尔·波伦尼（Mikhail Polenin）副艦長
- 乔斯·阿克兰（Joss Ackland）：马歇尔·泽伦特索夫（Marshal Zelentsov）
- 肖恩·本森（Shaun Benson）：里奥尼德·帕西斯基（Leonid Pashinski）
- 泰·鲁尼恩（Tygh Runyan）：马克西姆·波藤科（Maxim Portenko）
- 彼得·萨斯加德（Peter Sarsgaard）：瓦蒂姆·拉德奇科（Vadim Radtchenko）

## 製作
主體拍攝於2001年2月20日開始，於加拿大和俄罗斯進行製作。

## 评价
尽管票房成绩不佳，本片还是收获了不少正面评价，烂番茄好评率60%. 被认为是 "不太依照事实拍摄，但是剧情扣人心弦"。
影片开拍之前，剧本曾送给生还者审阅，制作团队收到了两封公开信，一封来自水兵的，另一份来自船长。信中指出剧本把苏联水兵描写得没有纪律性，表现混乱。因此剧本进行了大范围的修改。
然而片子公映后映还是引起了争议和不满，不少苏联水兵认为片子严重损坏了他们的形象，指责导演把他们丑化为酒鬼。
2002年10月当本片在俄国上映时，52位K-19潜艇上的老兵飞往圣彼得堡参加了首映礼；尽管在他们眼中本片存在史实和技术上的瑕庛，他们对这部电影依然持赞赏的态度，特別是对夏里遜·福的演出.
值得注意的是，历史中潜艇的外号是“广岛”而不是“寡妇制造者”。

### 核潛艇
- K-19（苏联潜艇）
- 庫爾斯克號

### 類似主題電影
- 獵殺U-571 - （2000年）
- 沉默的舰队 - The Silent Service（1995年）
- 赤色风暴 - （1995年）
- 猎杀红色十月 - （1990年）
- 从海底出击 - （1981年）
- 贝德福德军变 - （1965年）
- 太平洋潜艇战 - （1958年）
- 凯恩舰叛变 - （1954年）

### 其他
- 反潛作戰
- 深水炸彈
- 魚雷